# Hyleas Fountain
Hyleas Fountain (* 14. Januar 1981 in Columbus) ist eine ehemalige Siebenkämpferin aus den USA. Bei einer Körpergröße von 1,70 m betrug ihr Wettkampfgewicht 60 kg.
Ihre erste Leistung über 6500 Punkte stellte Fountain 2005 in Götzis mit 6502 Punkten auf. Bei den Weltmeisterschaften 2005 in Helsinki wurde sie Zwölfte mit 6055 Punkten. Bei den Hallenweltmeisterschaften 2006 in Moskau erreichte sie mit 4205 Punkten den achten Rang im Fünfkampf.
Erstmals nahm Fountain im Jahr 2008 in Peking an den Olympischen Spielen teil. Nachdem sie die ersten beiden Disziplinen für sich entschieden hatte und in Führung gelegen war, fiel sie durch eher schwache Leistungen im Kugelstoßen und Speerwurf zurück, erreichte aber dennoch mit persönlicher Bestleistung von 6619 Punkten zunächst den dritten Platz. Vor ihr lagen die beiden Ukrainerinnen Natalija Dobrynska und Ljudmyla Blonska, von denen letztere allerdings wegen Dopings die Silbermedaille aberkannt wurde. Fountain rückte dadurch nach und bekam die Silbermedaille zugesprochen. Bei den Hallenweltmeisterschaften 2010 belegte sie zunächst mit Kontinentalrekord von 4753 Punkten den vierten Rang, bekam dann nach der Dopingdisqualifikation von Tatjana Tschernowa die Bronzemedaille zugesprochen.